# أندريس كاراسكو (عالم)
أندريس كاراسكو (بالإسبانية: Andrés Carrasco)‏ هو أحيائي وطبيب أرجنتيني، ولد في 16 يونيو 1946 في بوينس آيرس في الأرجنتين، وتوفي بنفس المكان في 13 مايو 2014 بسبب نوبة قلبية.